# Centre réactionnel
Le centre réactionnel d'un photosystème est la partie dans laquelle se produit la réaction de séparation de charge d'une chlorophylle excitée. Les autres parties du photosystème participent à la collecte de l'énergie lumineuse sans que les chlorophylles qui y sont présentes ne réalisent la séparation de charge. La chlorophylle du centre réactionnel est spécifique : contrairement à celles de l'antenne collectrice, elle se désexcite de l'énergie que ces dernières lui ont apportée en libérant un électron, c’est-à-dire en s'oxydant. 
Cette chlorophylle sera ensuite régénérée (c’est-à-dire réduite : un électron lui est donné pour remplacer celui qui a été perdu). 

## Cas de la photosynthèse oxygénique
Le donneur d'électron dans le cas du photosystème II est son apoprotéine et plus précisément la tyrosine D de cette apoprotéine. Cette tyrosine sera à son tour régénérée en récupérant un électron à partir d'une molécule d'eau. Cette dernière fera les frais de cette opération puisqu'elle ne sera jamais régénérée. 
Dans le cas du photosystème I, le donneur d'électron qui régénère la chlorophylle du centre réactionnel est la plastocyanine ou le cytochrome c550 selon les végétaux. 